# 比茨
比茨是德国巴登-符腾堡州的一个市镇。总面积8.82平方公里，总人口3683人，其中男性1775人，女性1908人（2011年12月31日），人口密度418人/平方公里。